# Everton Stadium
Lo stadio Hill Dickinson (precedente con il nome di prova Everton Stadium) è uno stadio di calcio situato sul molo di Bramley-Moore Dock a Vauxhall, zona industriale di Liverpool, in Inghilterra. Dal 2025 ospita le partite casalinghe dell'Everton, in sostituzione al Goodison Park, e si prevede che con la sua entrata in attività diventerà il cuore pulsante di un nuovo sviluppo multiuso del molo, contenente negozi, abitazioni, palestre e altri centri ricreativi per i residenti cittadini.
Grazie ai suoi 52.888 posti a sedere, è l'ottavo stadio più capiente d'Inghilterra; nel 2028 ospiterà il campionato europeo di calcio.

## Pianificazione e sviluppo

### Proposte
L'Everton giocò per la prima volta al Goodison Park nel 1892 e da allora lo stadio è stato gradualmente ristrutturato. L'ultimo grande sviluppo è stata l'apertura di una nuova tribuna nell'agosto 1994, che gli ha permesso di avere una capienza massima di oltre 39.000 posti a sedere, ma è limitata dai metodi di costruzione e dalla sua posizione. Nel 2007 l'allora CEO Keith Wyness rivelò che il club aveva speso 500.000 sterline in riparazioni solo per mantenere la struttura in acciaio del terreno a norma, e c'era una seria possibilità che entro dieci anni non superasse le ispezioni di sicurezza. Il rapporto Taylor del 1990 richiese che tutti gli stadi della Football League in Gran Bretagna diventassero tutti con posti a sedere, il che ridusse drasticamente la capienza del Goodison Park, che aveva raggiunto il picco di oltre 78.000 posti, a poco più di 39.000, e poi ulteriormente alla sua attuale capienza di 39.414. Questa cifra è inferiore a quella del vicino Anfield, che è stato ampliato fino a oltre 61.000 posti, ma ha comunque una capienza molto inferiore a quella dell'Old Trafford (74.310) e di altri stadi.
La possibilità di uno spostamento in un nuovo stadio fu menzionata per la prima volta intorno al 1996, quando l'allora presidente Peter Johnson annunciò il progetto di spostare l'Everton dal Goodison Park a un nuovo stadio da 60.000 posti in un sito diverso. Nel 2001 fu individuato un sito a King's Dock come sede per un nuovo stadio da 55.000 posti, la cui conclusione era prevista per il 2005, ma i progetti furono abbandonati a causa di difficoltà di finanziamento.
L'Everton ha avviato trattative con il Consiglio di Knowsley e Tesco nel giugno 2006 sulla possibilità di costruire un nuovo stadio da 55.000 posti, espandibile a oltre 60.000, a Kirkby. Il piano divenne noto come Progetto Kirkby. Il club ha preso l'insolita decisione di dare voce ai propri sostenitori sul futuro del club, tenendo una votazione sulla proposta, con risultati a favore, 59% contro 41%. Tra gli oppositori del piano c'erano altri consigli locali preoccupati per l'effetto di un grande negozio Tesco costruito come parte dello sviluppo e un gruppo di tifosi che chiedevano che l'Everton rimanesse entro i confini della città di Liverpool. A seguito di un'inchiesta pubblica sul progetto, il governo centrale ha respinto la proposta. I politici locali e regionali hanno tentato di mettere insieme un piano di salvataggio modificato con il consiglio comunale di Liverpool che ha convocato un incontro con l'Everton FC. Il piano era di valutare alcuni siti idonei selezionati all'interno dei confini della città. Tuttavia, anche il piano modificato non ebbe successo.
L'Everton ha chiesto informazioni sulla possibilità di cofinanziare lo Stanley Park Stadium di Liverpool, un piano proposto per uno stadio che avrebbe dovuto aprire nel 2006, ma il piano è stato annullato nel 2012 dopo che i nuovi proprietari hanno favorito l'espansione di Anfield. Questa idea è stata smentita dall'ex comproprietario del Liverpool, Tom Hicks. All'epoca si speculava su un progetto di stadio congiunto tra i due club, ma nonostante queste voci, il Liverpool sostenne che un accordo di condivisione del terreno non era mai stato all'ordine del giorno.
La riunione del comitato per la rigenerazione e i trasporti del consiglio comunale di Liverpool del 10 febbraio 2011 ha presentato una proposta per aprire la linea Bootle Branch utilizzando "il Liverpool Football Club e l'Everton Football Club come priorità, come facilitatori economici del progetto". Questa proposta collocherebbe entrambe le squadre di calcio su una linea di trasporto rapido Merseyrail che circonderebbe la città e faciliterebbe l'accesso ai trasporti. Nel settembre 2014 il club, in collaborazione con il consiglio comunale di Liverpool e la Liverpool Mutual Homes, ha delineato i piani iniziali per costruire un nuovo stadio nel Walton Hall Park. Tuttavia, tali piani furono poi abbandonati nel maggio 2016 con la prospettiva di individuare due nuovi siti per il club. Durante l'assemblea generale annuale del gennaio 2017, il presidente, Bill Kenwright, ha rivelato che Bramley-Moore Dock era il sito preferito per il nuovo stadio, con una nuova stazione ferroviaria e una nuova strada finanziate dal consiglio comunale. Ciò era subordinato alla creazione di uno Special Purpose Vehicle con il Consiglio di Liverpool, che avrebbe agito come garante per le centinaia di milioni di prestiti commerciali che il club intendeva utilizzare per finanziare la costruzione.
La scelta del sito del molo Bramley-Moore è stata approvata in una consultazione pubblica condotta nel 2018, ma è stata accolta con aspre critiche dall’UNESCO, che in seguito ha rimosso Liverpool dalla sua lista dei siti patrimonio dell’umanità. L'architetto Dan Meis è stato incaricato di progettare un nuovo stadio per l'Everton, seguito da una seconda fase di consultazione, chiamata The People's Project.
Nel novembre 2017, il club ha accettato un contratto di locazione con Peel Holdings della durata di 200 anni e nel 2018 ha rivelato i suoi piani per uno stadio da 52.000 posti, che potrebbe essere ampliato a 62.000 in futuro, se la domanda lo consentirà.

### Finanziamento
Il 23 marzo 2017 è stato annunciato che era stato raggiunto un accordo tra il consiglio comunale di Liverpool, l'Everton e la Peel Holdings per acquisire il molo per un nuovo stadio di calcio.
Il 31 marzo 2017, il consiglio comunale di Liverpool ha votato a favore della creazione di una società veicolo per scopi speciali. Alla società è stato proposto di reperire i fondi per lo stadio. I creditori avrebbero acquisito un contratto di locazione principale di 200 anni del terreno da Peel, i proprietari terrieri, e avrebbero affittato lo stadio alla SPV, che a sua volta lo avrebbe subaffittato all'Everton per 40 anni.
L'attuale modello di finanziamento proposto al consiglio comunale di Liverpool (rivelato all'assemblea generale annuale dell'Everton il 9 gennaio 2018) sarebbe un accordo che vedrebbe il consiglio prendere in prestito 280 milioni di sterline a tassi di interesse ultra bassi dal governo, e poi trasferire quel prestito al club con un profitto per la città di circa 7 milioni di sterline all'anno per 25 anni. I costi per il nuovo stadio stanno ora aumentando fino a una stima di 500 milioni di sterline, il che significherebbe che il club avrebbe ancora bisogno di trovare i restanti 220 milioni di sterline. A giugno 2018 il finanziamento del consiglio non era ancora stato predisposto e il sindaco Anderson aveva sollevato dubbi sul fatto che questo modello di finanziamento sarebbe stato approvato.
Nel luglio 2019, è stato riferito che il club aveva opzioni per finanziare lo sviluppo sia dal settore privato che da quello pubblico, il che potrebbe includere la vendita dei diritti di denominazione a uno sponsor.
Nel gennaio 2020, è stato annunciato che l'Everton ha concordato un accordo sui diritti di denominazione del valore di 30 milioni di sterline con USM, che sponsorizza già il campo di allenamento dell'Everton, Finch Farm.
Il club ha inoltre annunciato che avrebbe chiesto l'aiuto delle principali banche internazionali JP Morgan e MUFG per garantire il finanziamento del nuovo stadio.
Nel marzo 2022, l'Everton ha annunciato che non avrebbe più ricevuto un prestito dal consiglio comunale di Liverpool e aveva acquisito finanziamenti alternativi.

### Caratteristiche proposte
Il nuovo stadio proposto dall'Everton è un progetto a ciotola con una capienza di 52.888 persone e costruito in acciaio e vetro, con il molo esistente riempito con sabbia recuperata dal fiume Mersey.
Simile allo stadio Tottenham Hotspur, si prevede che ci sarà una tribuna da 13.000 posti che si dice sia ispirata al "Muro Giallo" del Westfalenstadion, lo stadio del Borussia Dortmund.
Lo stadio offrirà un'esperienza denominata "ALL", progettata per offrire un'ampia scelta di spazi sociali, dai pub e bar ai ristoranti in stile strada principale, fino alle esperienze personali e di alta cucina.

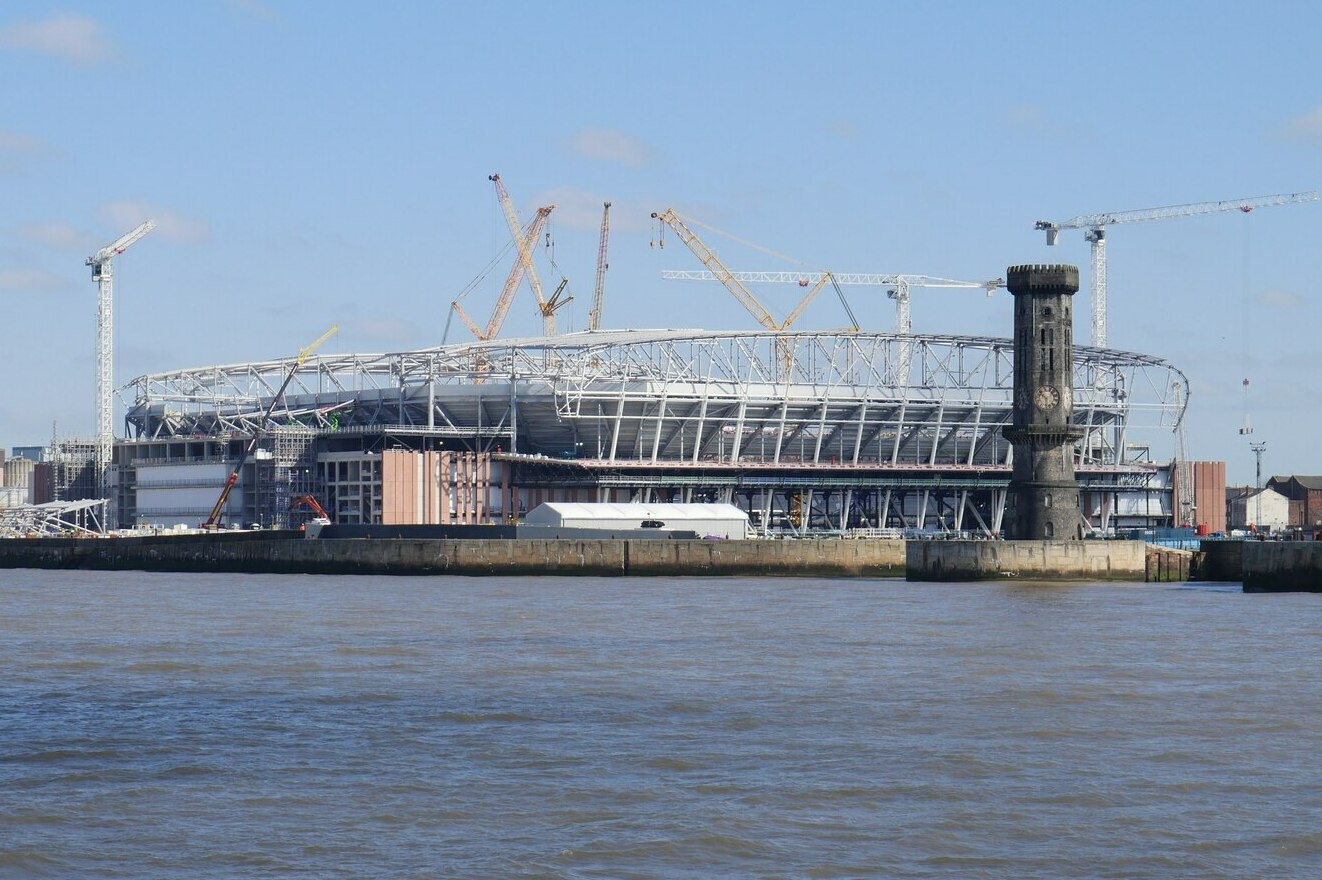
Lo stadio Everton in costruzione nell'aprile 2023 con la Victoria Tower, una torre dell'orologio per la spedizione, a destra dell'immagine

La costruzione da parte dell'appaltatore principale Laing O'Rourke è iniziata nel luglio 2021. All'inizio del 2022, le strutture non elencate erano state demolite, i beni storici erano stati rimossi e preservati, il bacino del molo era stato riparato e riempito, erano state gettate le fondamenta e le strutture in cemento dei quattro angoli del nuovo stadio erano state avviate. La sovrastruttura dello stadio è stata assemblata utilizzando tecniche di progettazione per la fabbricazione e l'assemblaggio (DfMA), con tutta la carpenteria metallica e il calcestruzzo prefabbricato realizzati in anticipo, fuori sede, in condizioni di fabbrica prima di arrivare in loco in un ordine prestabilito e assemblati utilizzando la modellazione 3D.
Nell'agosto 2023, i lavori furono temporaneamente interrotti dopo un incidente mortale sul posto; Michael Jones, un tifoso dell'Everton da sempre di Kirkby, che lavorava per un subappaltatore, subì gravi ferite alla testa e fu successivamente dichiarato morto all'Aintree University Hospital. Nell'agosto 2024, un memoriale permanente a Jones è stato inaugurato all'esterno dello stadio.
Lo stadio è stato dichiarato strutturalmente completo dopo l'installazione dell'ultimo pannello di terrazzamento in cemento nel febbraio 2024. Nel marzo 2024, Alucraft Systems, un subappaltatore che forniva pannelli di rivestimento per l'esterno dello stadio, è entrato in amministrazione controllata con un debito nei confronti dei fornitori di 7,7 milioni di sterline.
Lo stadio completato è stato ufficialmente consegnato dall'appaltatore nel dicembre 2024.

### Perdita dello status di patrimonio mondiale dell'UNESCO della città marittima mercantile di Liverpool
Il molo Bramley-Moore si trovava all'interno della città mercantile marittima di Liverpool, patrimonio dell'umanità dell'UNESCO e presenta una serie di beni patrimoniali a rischio o in stato di abbandono, che l'Everton ha dichiarato saranno riparati e mantenuti.
Nonostante ciò, nel 2021 l’UNESCO ha raccomandato che la città perdesse il suo status, con lo sviluppo di Bramley-Moore Dock come una delle ragioni, insieme allo sviluppo di lunga data del lungomare e al più ampio progetto Liverpool Waters. L'organismo di tutela del patrimonio ha affermato che lo stadio "avrebbe un impatto negativo importante e del tutto inaccettabile sull'autenticità, l'integrità e l'eccezionale valore universale del sito del patrimonio mondiale". La revoca dello status di sito del patrimonio mondiale è stata confermata nel luglio 2021. 

## Apertura
All'inizio del 2025, lo stadio ha ospitato tre eventi di prova per ottenere i certificati di sicurezza e le licenze necessarie per ospitare partite competitive. La prima di queste fu un'amichevole per l'U-18 dell'Everton con una capienza massima di 10.000 persone e con una sola tribuna aperta il 17 febbraio contro il Wigan Athletic, che si concluse con una sconfitta per 2-1 per l'Everton. Il giocatore del Wigan Harrison Rimmer ha segnato il goal di apertura al 12º minuto, diventando il primo giocatore a segnare nel nuovo stadio.
Seguirà un'amichevole Under-21 ad aprile o maggio con un limite massimo di 25.000 spettatori prima di una partita della prima squadra a piena capacità in una data successiva.
Il primo tifoso ad aver varcato i tornelli del nuovo stadio dell'Everton da 800 milioni di sterline ha affermato che la realizzazione vale "ogni centesimo". "Keirnan Ainsworth, presente con suo padre Thomas, è stato invitato dal club al nuovo campo sul lungomare in memoria del fratello maggiore Connor, scomparso l'anno scorso (6 giugno 2024) all'età di 30 anni

## Utilizzo
Oltre alle partite casalinghe della Premier League dell'Everton e ad alcune partite casalinghe della Women's Super League, lo stadio sarà una delle dieci sedi ospitanti di UEFA Euro 2028, ed è stato selezionato per ospitare le Rugby League Ashes del 2025.